# Драгиња Вуксановић Станковић
Драгиња Вуксановић Станковић (Бар, 7. април 1978) црногорска је правница, политичарка и професорка права на Универзитету Црне Горе. До 19. марта 2023. године је била посланица у Скупштини Црне Горе и председница Социјалдемократске партије. На председничким изборима 2018. године постала је прва женска предсједничка кандидаткиња у историји земље. Након неуспјеха на предсједничким изборима 2023, на којима је освојила нешто више од 10.000 гласова, дала је оставку на све функције.

## Биографија
Према њеним ријечима, мајка јој је Српкиња из Пожеге. Крштена је у Српској православној цркви.
Вуксановићева је дипломирала на Правном факултету Универзитета Црне Горе 2000. године, магистрирала 2005. године, а докторирала 2011. године на истом Универзитету.
Она ради као професор на Правном и Факултету драмских умјетности Универзитета Црне Горе.
Говори француски и енглески језик, а такође користи италијански и шпански језик.

## Политичка каријера
Чланица је Социјалдемократске партије Црне Горе (СДП), а посланица у Скупштине Црне Горе од 2012. године. У марту 2018. године Вуксановићева је најавила своју кандидатуру за предстојеће предсједничке изборе. Њу је предложила Социјалдемократска партија и подржао ДЕМОС, као прву предсједничку кандидаткињу у историји Црне Горе. Вуксановићева је била трећа на изборима, освојивши 8,2% гласова.
Дана 29. јуна 2019. Вуксановићева је изабрана за предсједницу Социјалдемократске партије, што ју је чинило једином предсједницом политичке странке у Црној Гори у то вријеме. Након лошег изборног резултата (10.427 гласова) на председничким изборима 2023. године, дала је оставку на функцију председнице партије и посланице Скупштине Црне Горе.
Војислав Шешељ јој је посветио књигу Монтенегринска курвештија Драгиња Вуксановић, што је наишло на осуде дјела грађана.

## Ставови
Сматра да ће Србија морати да призна Косово.*
У једном од говора се изјаснила о Српској православној цркви и њеном свештенству:  ...А много их је зрело за хапшење. Да има државе сви би били похапшени јер сви раде против државе Црне Горе. СПЦ је парамилитарна организација. Она осмовјековну Српску православну цркву назива Црквом Србије. У Скупштини Црне Горе је тврдила да је ЦПЦ (НВО) постојала у вријеме када СПЦ није постојала.
Честитку премијера Кривокапића поводом Дана Републике Српске окарактерисала је као скандалозну. О политичком питању Српске и БиХ навела је једино рјешење за БиХ укидање ентитета и да је Република Српска – геноцидна творевина која никада неће бити држава. На њене изјаве оштро је реаговао посланик Небојша Вукановић.
Тврдила је да је током пандемије ковида 19 Вучић отео респираторе за своје држављане, а које је Црна Гора платила, што је демантовао званични Београд.
Она држи да су БиХ и Црна Гора браник одбране европских вриједности.
Наводила је да се скроз пројекат Отворени Балкан остварује агенда српског света.

## Лични живот
Њен брат Саво Вуксановић је супруг Татјане Вујановић Вуксановић, кћери бившег председника Црне Горе Филипа Вујановића.
Супруга је Ивице Станковића, бившег врховног државног тужиоца, са којим има ћерку Ксенију.